# 安原申
周睿德（1998年11月30日—），藝名安原申，台灣男童星，畢業於華岡藝校。曾為東森超視、野火娛樂、酷瞧實境選秀綜藝《天團星計畫》偶像組合成員，代表作品：電影《藍色項圈》、《你的情歌》等。

## 簡介
周睿德畢業於華岡藝校，從小性格外向活潑，興趣發展也十分多元。音樂科班出身的他，擅長鋼琴演奏和詞曲創作，也曾於在校時期參與舞台劇與樂隊演出，為全方位藝能發展奠定堅實的基礎。
2016年9月，周睿德參加偶像選秀節目《天團星計畫》的錄影試鏡，成功晉升正式成員，雖然在後續激烈競爭中面臨淘汰，但他持續努力，2017年1月，他被導演張訓瑋相中，同年7月，以童星演員身份，參演了校園驚悚電影《藍色項圈》，該電影於2018年9月14日上映，並參加了多個國際影展。
2019年4月，周睿德主演的短片《回信》獲得開南大學電影與創意媒體學系畢業影展的「最佳男演員」獎，隨後以藝名「安原申」（Andrew Shen）開始演藝生涯。同年，他在電影《你的情歌》中飾演「七月男孩樂團（娘子）」，還參與了短片《浴缸島》、《無期徒刑》等作品。
2022年10月，他發行首張個人創作單曲《成長的過程》。

## 影視作品

### 電影
| 年份 | 片名     | 類型     | 角色         | 導演   | 備註                                                         |
| 2018 | 藍色項圈 | 校園奇幻 | 毛承恩       | 張訓瑋 | 入選中國金雞百花電影節、韓國富川國際奇幻電影節、台北電影節。 |
| 2020 | 你的情歌 | 校園愛情 | 沈村華(娘子) | 安竹間 | 2020臺灣賀歲愛情電影                                         |

### 電視節目
| 年份   | 播出頻道 | 性質     | 節目名稱       | 節目主題       | 備註                     |
| ------ | -------- | -------- | -------------- | -------------- | ------------------------ |
| 2016年 | 東森超視 | 實境選秀 | 《天團星計畫》 | 新生徵選賽     | 鋼琴自彈自唱（晉級）     |
| 2016年 | 東森超視 | 實境選秀 | 《天團星計畫》 | 塑造偶像明星味 | 向歌手汪峰致敬           |
| 2020年 | 華視     | 綜藝節目 | 《超級同學會》 | 除夕特別節目   | 電影【你的情歌】主演宣傳 |

### 音樂錄影帶
| 年份   | 歌手   | 歌曲            | 專輯                   | 導演   | 備註     |
| ------ | ------ | --------------- | ---------------------- | ------ | -------- |
| 2020年 | 閻奕格 | Hello & Goodbye | 《你的情歌》電影主題曲 | 安竹間 | 戲劇畫面 |
| 2020年 | TANK   | 你的情歌        | 《你的情歌》電影主題曲 | 安竹間 | 戲劇畫面 |
| 2020年 | 謝博安 | 美麗新世界      | 《你的情歌》電影原聲帶 | 安竹間 | 戲劇畫面 |
| 2020年 | 謝博安 | 月光            | 《你的情歌》電影原聲帶 | 安竹間 | 戲劇畫面 |
| 2020年 | 謝博安 | Better          | 《你的情歌》電影原聲帶 | 安竹間 | 戲劇畫面 |

### 廣告
- 2015年 Line 原創漫畫大賽 校園篇
- 2018年  微軟Surace系列CF 親子居家篇
- 2018年 台灣中油 行動支付篇
- 2019年 博士醫美生技 炎炎夏日篇
- 2021年 新大建設 幸福從家開始（回憶篇、生活篇）
- 2022年 科技部 KissScience 年度宣傳片
- 2022年 消保處微電影（抉擇/負責篇）

### 微電影
- 2014年《看見看不見的你》- 幼年男主角
- 2015年《等愛發酵》- 男主角
- 2016年《回家吧》- 男主角
- 2017年《謠言者》- 男配角
- 2018年《少年小光》- 男主角
- 2019年《他很皮，他是我弟弟！》- 男主角
- 2019年《回信》- 男主角
- 2020年《浴缸島》- 男主角
- 2020年《無期徒刑》- 男主角
- 2025年《樁》- 男主角

### 音樂作品
- 2018年 RUYA《Slmbr》- 作曲
- 2020年 《你的情歌》電影原聲帶 - 七月男孩樂團（華研國際音樂）
- 2022年 安原申《成長的過程》- 作曲、作詞、演唱（杰思國際娛樂）

### 其他演出
- 2016年   野火娛樂、酷瞧新媒體 《天團星計畫》MINI CONCERT
- 2020年   就愛Line你的情歌 – 電影宣傳（七月男孩樂團）
- 2020年   你的情歌新年限定演唱會 – 電影宣傳（七月男孩樂團）

## 外部連結
- 安原申的Facebook專頁
- 安原申的新浪微博